# Alfredo Gomes
Alfredo Gomes (ur. 16 stycznia 1899 w São Paulo, zm. 17 marca 1963) – brazylijski lekkoatleta, długodystansowiec.
Podczas igrzysk olimpijskich w Paryżu (1924) nie awansował do finału na 5000 metrów (9. lokata w swoim biegu eliminacyjnym), a biegu przełajowego nie ukończył. Gomes pełnił na tych zawodach funkcję chorążego reprezentacji Brazylii.
W 1925 zwyciężył w pierwszej edycji sylwestrowego biegu ulicznego w São Paulo.
Rekordzista kraju na różnych dystansach (800, 1500, 5000 i 10 000 metrów).

## Rekordy życiowe
- Bieg na 5000 metrów – 16:10,8 (1922)